# César-díjak 2023

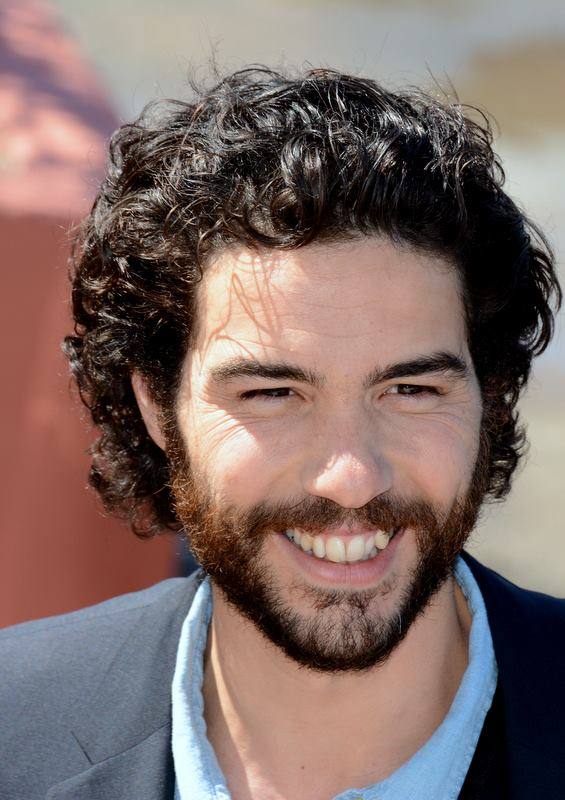
Tahar Rahim, a gála elnöke

A 48. César-díj átadóünnepségre, amelyen a 2022-ben forgalomba helyezett s a francia filmes szakma képviselői által legjobbnak ítélt francia alkotásokat részesítették elismerésben, 2023. február 24-én került sor a párizsi Olympia előadóteremben. Az ünnepség elnökének Tahar Rahim színészt kérték fel. A rendezvénynek nem volt külön házigazdája, a ceremónia lebonyolítását kilenc színművészre bízták: Emmanuelle Devos, Léa Drucker, Eye Haïdara, Leïla Bekhti, Jérôme Commandeur, Ahmed Sylla, Jamel Debbouze, Alex Lutz, Raphaël Personnaz.

## Jelölések és díjak
A díjra számításba jöhető 632 francia és külföldi, kis- és nagyjátékfilm kiválasztásában 3213 szakember vett részt. A jelölt filmek, alkotók és szereplők végleges listáját, melyet az Filmművészeti és Filmtechnikai Akadémia (AATC) 4705 tagja (44% nő, 56% férfi) állít össze egy elsőkörös szavazással, az akadémia elnöke hozta nyilvánosságra 2023. január 25-én, a párizsi Fouquet's étteremben tartott sajtótájékoztatón.
Ennek megfelelően 24 kategóriákban osztottak Césart, továbbá két különdíjat ítéltek oda: a középiskolások César-díját, valamint egy tiszteletbeli Césart, mely utóbbit ez évben David Fincher amerikai filmrendező vehette át, mivel „azon ritka rendezők egyike, akiknek az egész filmográfiája ikonikussá vált az évek során”.
A legtöbb jelölést (12) Louis Garrel Családban marad  című filmvígjátéka kapta, mellette jó helyezést ért el Dominik Moll Akkor éjjel  misztikus krimije (11), Albert Serra Pacifiction thrillerje (10), Cédric Klapisch Tánc az élet című drámai és vígjátéki elemeket egyaránt magán viselő táncfilmje (10), valamint Valeria Bruni Tedeschi önéletrajzi ihletésű Les Amandiers című drámája (8). Ez az öt film lett a jelöltje a legjobb film és a középiskolások César-díja kategóriáknak.
A díjátadó legnagyobb nyertese Dominik Moll krimije, egy nő meggyilkolásának éjszakáján történteket feldolgozó Akkor éjjel lett, 11 jelölésből hat César-szobrocskát vitt el, köztük a legjobb film, a legjobb rendező, és a legjobb adaptáció díját. Ezen felül a tíz nappal korábban rendezett „producerek vacsoráján” a film két producere vehette át a kollégáik által megszavazott Daniel Toscan du Plantier-díjat is. A vártnál rosszabbul szerepelt a Családban marad és a Pacifiction; mindkettő 2-2 díjat szerzett, a legeredménytelenebb alkotás a Tánc az élet lett: tíz jelöléséből egyet sem tudott díjra váltani.
A francia oktatási és ifjúsági miniszter és a Filmakadémia által közösen menedzselt középiskolások César-díját 80 intézmény közel 2000 diákjának szavazata alapján ugyancsak Dominik Moll filmdrámája nyerte Akkor éjjel. Az eredményt február 27-én jelentették be, a díj átadására 2023. április 7-én került sor a Sorbonne Nagy Amfiteátrumában.
A 48. gála plakátja Leos Carax 2022-ben öt trófeát nyert Annette című filmje előtt tisztelgett; rajta egy jelenet látható a filmből Marion Cotillard-ral.
2022 novemberében ismét fellángolt a vita a francia filmiparban elkövetett szexuális bűncselekményekkel kapcsolatban, miután több fiatal nő feljelentése alapján eljárást indítottak Sofiane Bennacer ellen, akit a Les Amandiers című filmben nyújtott alakításával számításba vettek az év felfedezettjei között, esélyt kapva a legígéretesebb fiatal színész kategóriában való jelölésre. A hír hallatára az Akadémia törölte a 25 éves művészt a listáról. Közleménye szerint „az áldozatok iránti tisztelet nevében (még a feltételezésen alapuló gyanúsítás miatt indított vizsgálat, vagy nem jogerős ítélet esetében is) az a döntés született, hogy nem helyezzük reflektorfénybe azokat, akiket az igazságszolgáltatás erőszakos cselekménnyel gyanúsít”. Az Akadémia vezetése ígéretet tett, hogy – folytatva a konzultációkat a megfelelő szervekkel – még 2023 első félévében módosítják a Házirendet, ám addig is a 48. César-díj átadóünnepségre vonatkozóan úgy döntöttek, hogy az erőszakos cselekményekkel – akár már a díjra jelöltként – megvádolt személyek nem hívhatók meg a gálára, sem a kapcsolódó rendezvényekre, továbbá ezen események során e személyek „nevében” felszólalni sem lehet, akkor sem, ha a szavazás második fordulója lezárultával Césart ítéltek meg számukra.
| Díjak                            | Jelöltek |
| -------------------------------- | --- |
| Legjobb film                     | - Akkor éjjel (La nuit du 12), rendezte: Dominik Moll - Családban marad (L’innocent), rendezte: Louis Garrel - Les Amandiers, rendezte: Valeria Bruni Tedeschi - Pacifiction (Pacifiction : Tourment sur les Îles), rendezte: Albert Serra - Tánc az élet (En corps), rendezte: Cédric Klapisch |
| Legjobb rendező                  | - Dominik Moll – Akkor éjjel (La nuit du 12) - Cédric Klapisch – Tánc az élet (En corps) - Louis Garrel – Családban marad (L’innocent) - Cédric Jimenez – Novembre - Albert Serra – Pacifiction (Pacifiction : Tourment sur les Îles) |
| Legjobb színésznő                | - Virginie Efira – Párizsi emlékek (Revoir Paris) - Fanny Ardant – Fiatal szeretők (Les jeunes amants) - Juliette Binoche – Ouistreham - Laure Calamy – À plein temps - Adèle Exarchopoulos – Rien à foutre |
| Legjobb színész                  | - Benoît Magimel – Pacifiction (Pacifiction : Tourment sur les Îles) - Jean Dujardin – Novembre - Louis Garrel – Családban marad (L’innocent) - Vincent Macaigne – Egy röpke románc naplója (Chronique d'une liaison passagère) - Denis Ménochet – Peter von Kant |
| Legjobb mellékszereplő színésznő | - Noémie Merlant – Családban marad (L’innocent) - Judith Chemla – A hatodik gyermek (Le Sixième Enfant) - Anaïs Demoustier – Novembre - Anouk Grinberg – Családban marad (L’innocent) - Lyna Khoudri – Novembre |
| Legjobb mellékszereplő színész   | - Bouli Lanners – Akkor éjjel (La nuit du 12) - François Civil – Tánc az élet (En corps) - Micha Lescot – Les Amandiers - Pio Marmaï – Tánc az élet (En corps) - Roschdy Zem – Családban marad (L’innocent) |
| Legígéretesebb fiatal színésznő  | - Nadia Tereszkiewicz – Les Amandiers - Marion Barbeau – Tánc az élet (En corps) - Guslagie Malanda – Saint Omer - Rebecca Marder – Une jeune fille qui va bien - Mallory Wanecque – Les pires |
| Legígéretesebb fiatal színész    | - Bastien Bouillon – Akkor éjjel (La nuit du 12) - Stefan Crepon – Peter von Kant - Dimitri Doré – Bruno Reidal: Egy gyilkos vallomása (Bruno Reidal, confession d'un meutrier) - Paul Kircher – Le lycéen - Aliocha Reinert – Petite nature |
| Legjobb operatőr                 | - Artur Tort – Pacifiction (Pacifiction : Tourment sur les Îles) - Julien Poupard – Les Amandiers - Alexis Kavyrchine – Tánc az élet (En corps) - Patrick Ghiringhelli – Akkor éjjel (La nuit du 12) - Claire Mathon – Saint Omer |
| Legjobb vágás                    | - Mathilde Van de Moortel – À plein temps - Anne-Sophie Bion – Tánc az élet (En corps) - Pierre Deschamps – Családban marad (L’innocent) - Laure Gardette – Novembre - Laurent Rouan – Akkor éjjel (La nuit du 12) |
| Legjobb eredeti forgatókönyv     | - Louis Garrel, Tanguy Viel, Naïla Guiguet – Családban marad (L’innocent) - Éric Gravel – À plein temps - Valeria Bruni Tedeschi, Noémie Lvovsky, Agnès de Sacy] – Les Amandiers - Cédric Klapisch, Santiago Amigorena – Tánc az élet (En corps) - Alice Diop, Amrita David, Marie Ndiaye – Saint Omer |
| Legjobb adaptáció                | - Gilles Marchand, Dominik Moll – Akkor éjjel (La nuit du 12) - Michel Hazanavicius – Csapó! (Coupez !) - Thierry de Peretti, Jeanne Aptekman – Enquête sur un scandale d'État |
| Legjobb filmzene                 | - Irène Drésel – À plein temps - Alexandre Desplat – Csapó! (Coupez !) - Grégoire Hetzel – Családban marad (L’innocent) - Olivier Marguerit – Akkor éjjel (La nuit du 12) - Marc Verdaguer, Joe Robinson – Pacifiction (Pacifiction : Tourment sur les Îles) - Anton Sanko – Éjszakai átutazók Les passagers de la nuit                                                                                              |
| Legjobb hang                     | - François Maurel, Olivier Mortier, Luc Thomas – Akkor éjjel (La nuit du 12) - Cyril Moisson, Nicolas Moreau, Cyril Holtz – Tánc az élet (En corps) - Laurent Benaïm, Alexis Meynet, Olivier Guillaume – Családban marad (L’innocent) - Cédric Deloche, Alexis Place, Gwennolé Le Borgne, Marc Doisne – Novembre - Jordi Ribas, Benjamin Laurent, Bruno Tarrière – Pacifiction (Pacifiction : Tourment sur les Îles) |
| Legjobb díszlet                  | - Christian Marti – Simone, le voyage du siècle - Emmanuelle Duplay – Les Amandiers - Sebastian Birchler – Couleurs de l'incendie - Michel Barthélémy – Akkor éjjel (La nuit du 12) - Sebastian Vogler – Pacifiction (Pacifiction : Tourment sur les Îles) |
| Legjobb jelmez                   | - Gigi Lepage – Simone, le voyage du siècle - Corinne Bruand – Családban marad (L’innocent) - Pierre-Jean Larroque – Couleurs de l'incendie - Emmanuelle Youchnovski – Bojanglesre várva (En attendant Bojangles) - Praxedes de Vilallonga – Pacifiction (Pacifiction : Tourment sur les Îles) - Caroline de Vivaise – Les Amandiers                                                                                 |
| legjobb vizuális effektusok      | - Laurens Ehrmann – Notre-Dame brûle - Marco del Bianco – Pacifiction (Pacifiction : Tourment sur les Îles) - Guillaume Marien – Les cinq diables - Sébastien Rame – Fumer fait tousser - Mikaël Tanguy – Novembre |
| Legjobb elsőfilm                 | - Saint Omer, rendezte: Alice Diop - A hatodik gyermek (Le Sixième Enfant), rendezte: Léopold Legrand - Bruno Reidal: Egy gyilkos vallomása Bruno Reidal, confession d'un meutrier, rendezte: Vincent Le Port - Falcon Lake, rendezte: Charlotte Le Bon - Les pires, rendezte: Lise Akoka, Romane Gueret |
| Legjobb dokumentumfilm           | - Retour à Reims [fragments], rendezte: Jean-Gabriel Périot - Allons enfants, rendezte: Thierry Demaizière, Alban Teurlai - A tölgy – Az erdő szíve (Le chêne), rendezte: Laurent Charbonnier, Michel Seydoux - Les années Super 8, rendezte: Annie Ernaux, David Ernaux-Briot - Jane par Charlotte, rendezte: Charlotte Gainsbourg                                                                                  |
| Legjobb animációs film           | - Napocskám, Maad (Ma famille afghane; Moje slunce Mad), rendezte: Michaela Pavlátová - A kis Nicolas: Eljött a boldogság ideje! (Le petit Nicolas: Qu'est-ce qu'on attend pour être heureux ?, rendezte: Amandine Fredon, Benjamin Massoubre - Ernest és Célestine: A dallamok útján (Ernest et Célestine : Le voyage en Charabie), rendezte: Jean-Christophe Roger, Julien Chheng                                  |
| Legjobb rövidfilm                | - Partir un jour, rendezte: Amélie Bonnin - Fel a fejjel! (Haut les cœurs)), rendezte: Adrian Moyse Dullin - Le roi David, rendezte: Lila Pinell - Les vertueuses, rendezte: Stéphanie Halfon, |
| legjobb dokumentum rövidfilm     | - Maria Schneider, 1983, rendezte: Elisabeth Subrin, - Churchill, Polar Bear Town, rendezte: Annabelle Amoros - Écoutez le battement de nos images, rendezte: Audrey Jean-Baptiste, Maxime Jean-Baptiste |
| legjobb animációs rövidfilm      | - Nagyi szexuális élete (La vie sexuelle de mamie) – Urška Djukić, Émilie Pigeard - Câline – Margot Reumont - Noir-soleil – Marie Larrivé |
| Legjobb külföldi film            | - Szörnyetegek (As bestas), rendezte:Rodrigo Sorogoyen ESP FRA - A szomorúság háromszöge (Triangle of Sadness), rendezte: Ruben Östlund SWE FRA GBR GER USA TUR GRE DEN MEX - Iá (Eo), rendezte: Jerzy Skolimowski POL ITA - Fiú a mennyből (Walad Min Al Janna), rendezte: Tarik Saleh - Közel (Close), rendezte: Lukas Dhont BEL NED FRA                                                                           |
| Különdíjak                       | |
| A középiskolások César-díja      | - Akkor éjjel (La nuit du 12), rendezte: Dominik Moll - Családban marad (L’innocent), rendezte: Louis Garrel - Les Amandiers, rendezte: Valeria Bruni Tedeschi - Pacifiction (Pacifiction : Tourment sur les Îles), rendezte: Albert Serra - Tánc az élet (En corps), rendezte: Cédric Klapisch |
| Tiszteletbeli César              | David Fincher |
| Daniel Toscan du Plantier-díj    | Carole Scotta és Barbara Letellier (Haut et Court producerei) – Akkor éjjel (La nuit du 12) |

## Többszörös jelölések és elismerések
A statisztikában a különdíjak nem lettek figyelembe véve.
| Jelölés | Díj | Magyar cím                          | Eredeti cím                            |
| ------- | --- | ----------------------------------- | -------------------------------------- |
| 12      | 2   | Családban marad                     | L’innocent                             |
| 11      | 6   | Akkor éjjel                         | La nuit du 12                          |
| 10      | 2   | Pacifiction                         | Pacifiction : Tourment sur les Îles    |
| 10      | 0   | Tánc az élet                        | En corps                               |
| 8       | 1   |                                     | Les Amandiers                          |
| 7       | 0   |                                     | Novembre                               |
| 4       | 2   |                                     | À plein temps                          |
| 4       | 1   |                                     | Saint Omer                             |
| 2       | 1   |                                     | Simone, le voyage du siècle            |
| 2       | 0   | A hatodik gyermek                   | Le Sixième Enfant                      |
| 2       | 0   | Bruno Reidal: Egy gyilkos vallomása | Bruno Reidal, confession d'un meutrier |
| 2       | 0   |                                     | Couleurs de l'incendie                 |
| 2       | 0   | Csapó!                              | Coupez !                               |
| 2       | 0   | Peter von Kant                      | Peter von Kant                         |